# Shirakumo (destroyer, 1927)
Pour les autres navires du même nom, voir Shirakumo (destroyer).
Le Shirakumo (白雲) était un destroyer de classe Fubuki en service dans la Marine impériale japonaise pendant la Seconde Guerre mondiale.

## Historique

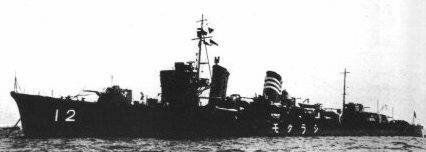
Le Shirakumo en 1932.

À sa mise en service, le Shirakumo rejoint la 11e division de destroyers de la 2e Flotte. Au cours de la seconde guerre sino-japonaise, il patrouille au large des côtes du sud de la Chine et participe à l'invasion de l'Indochine française en 1940.
Au moment de l'attaque de Pearl Harbor, il est affecté à la 12e division (3e escadron de destroyers) de la 1re flotte, où il est déployé depuis le district naval de Kure. Du 4 décembre 1941 jusqu'à la fin de l'année, le Shirakumo couvre les débarquements des troupes japonaises en Malaisie et pendant l'opération B. Le 23 décembre, il sauve les survivants du destroyer torpillé Sagiri.
En février 1942, il fait partie de l'escorte du croiseur lourd Chōkai lors de l'opération L. Le 14 février, il envoie par le fond un câblier britannique au large de Singapour.
Il est ensuite affecté à l'opération J. Le 1er mars, pendant bataille du détroit de la Sonde, il contribue au naufrage du croiseur australien HMAS Perth, du croiseur américain USS Houston et du destroyer hollandais HNLMS Evertsen. Le 10 mars, il est réaffecté dans la 20e division (3e escadron de destroyers) de la 1re flotte, participant à l'opération T le 12 mars et à l'opération D le 13 mars. Entre le 6 et le 22 avril, en compagnie des Kumano et Suzuya, il coule les navires à vapeur britanniques Silksworth, Autolycus, Malda et Shinkuang, et le navire à vapeur américain Exmoor. Le Shirakumo rentre ensuite à l'arsenal naval de Kure pour un entretien via Singapour et Camranh.
Pendant la bataille de Midway, le Shirakumo fait partie de l'opération AL - invasion de diversion des îles Aléoutiennes. En juillet 1942, il navigue à Amami Ō-shima via Mako, Singapour, Sabang et Mergui pour un deuxième raid prévu dans l'océan Indien. L'opération est annulée en raison de la campagne de Guadalcanal et il est envoyé aux îles Truk. En août, il effectue plusieurs « Tokyo Express » dans les îles Salomon. Le 28 août, après avoir interrompu une mission de transport de troupes à Guadalcanal, le Shirakumo est attaqué par des bombardiers en piqué et gravement endommagé par une bombe explosant dans la salle des machines. Il est remorqué par le destroyer Amagiri, puis par le mouilleur de mines Tsugaru jusqu'aux Shortland, et par le pétrolier Koa Maru à Truk pour des réparations d'urgence, ce qui lui permet de retourner à Kure le 8 octobre.
Après les réparations achevées le 1er avril 1943, le Shirakumo est réaffecté dans la 9e division (1re escadron de destroyers) de la 5e flotte, effectuant des patrouilles et des missions d'escorte au large de Hokkaidō et des îles Chishima. Le 6 juin 1943, il entre en collision avec le destroyer Numakaze (en) lors d'un épais brouillard au large de Paramushiro. Après de nouvelles réparations achevées à Hakodate fin septembre, il reprit ses patrouilles d'escorte.
Le 16 mars 1944, après avoir quitté Kushiro avec un convoi de troupes pour l'île Uruppu, le Shirakumo est torpillé par le sous-marin américain USS Tautog à 170 milles marins à l'est de Muroran à la position 42° 25′ N, 144° 55′ E. Il coule rapidement, emportant la totalité de son équipage.
Il est rayé des listes de la marine le 31 mars 1944.